# يوكي إيمامورا
يُوكي إيمامورا (باليابانية: 今村 優貴) (مواليد 11 يوليو 1976)، هو لاعب كرة قدم ياباني سابق كان يلعب كمدافع.

## وصلات خارجية
- يوكي إيمامورا على موقع رابطة كرة القدم اليابانية للمحترفين (اليابانية)